# Tomorrowland
 For alternative betydninger, se Tomorrowland (flertydig). (Se også artikler, som begynder med Tomorrowland)
Tomorrowland er en elektronisk musikfestival. Den er arrangeret af ID&T, Underholdning og medier Enterprise. Tomorrowland holder til i byen Boom tæt på Antwerpen i Belgien.
| År   | Antal besøgende | Dato                           | Line-up (blandt mange flere kunstnere) | Tema                          |
| ---- | --------------- | ------------------------------ | --- | ----------------------------- |
| 2017 | 360.000         | 21, 22, 23 and 28, 29, 30 juli | Armin van Buuren, Afrojack, Axwell Λ Ingrosso, David Guetta, Don Diablo, Duke Dumont, Eric Prydz, Kungs, Martin Garrix, Paul van Dyk, Svenson & Gielen, The Chainsmokers, Tiësto                       | Amicorum Spectaculum          |
| 2016 | 180.000         | 22, 23, 24 juli                | Dimitri Vegas & Like Mike, Axwell Λ Ingrosso, Martin Garrix, Tiësto, Afrojack, Alesso, Steve Aoki, W&W, David Guetta, Armin van Buuren, The Chainsmokers, Don Diablo, Steve Angello, DVBBS, Marshmello | The Elixir of Life            |
| 2015 | 180.000         | 24, 25, 26 juli                | 3 Are Legend, Afrojack, Alesso, Armin van Buuren, Axwell Λ Ingrosso, David Guetta, Dimitri Vegas & Like Mike, Hardwell, Oliver Heldens, Steve Aoki, The Symphony Of Unity, Tiësto, W&W, DVBBS          | The Secret Kingdom of Melodia |
| 2014 | 360.000         | 18, 19,20 and 25, 26, 27 juli  | Afrojack, Armin van Buuren, Avicii, David Guetta, Dimitri Vegas & Like Mike, Hardwell, Martin Solveig, Steve Aoki, Tiësto, Skrillex                                                                    | The Key to Happiness          |
| 2013 | 180.000         | 26, 27, 28 juli                | Axwell, Tiësto, Armin van Buuren, Hardwell, Afrojack, David Guetta, Avicii, Steve Aoki, Nicky Romero, Sebastian Ingrosso                                                                               | The Arising of Life           |
| 2012 | 180.000         | 27, 28, 29 juli                | David Guetta, Steve Aoki, Swedish House Mafia, Avicii, Afrojack, Above & Beyond, Wildstylez, Hardwell, Paul Van Dyk, Carl Cox                                                                          | The Book of Wisdom            |
| 2011 | 180.000         | 22, 23, 24 juli                | Faithless, 2 Many DJs, David Guetta, Swedish House Mafia, DJ Tiësto, Avicii, Paul van Dyk | The Tree of Life              |
| 2010 | 120.000         | 24, 25 juli                    | David Guetta, Swedish House Mafia, DJ Chuckie, Armin van Buuren, Dada Life, Roger Sanchez | Zon (Sun)                     |
| 2009 | 90.000          | 25, 26 juli                    | Push, Natural Born Deejays, Sash!, Moby, Felix da Housecat, David Guetta, Paul van Dyk | Masker (Mask)                 |
| 2008 | ca. 50.000      | 26, 27 juli                    | Carl Cox, David Guetta, Dr. Lektroluv, Yves V, Armin van Buuren, Felix da Housecat |                               |
| 2007 | ca. 50.000      | 28, 29 juli                    | Magnus, Marco Bailey, Shameboy, Jan Van Biesen, Roger Sanchez, David Guetta, Headhunterz |                               |
| 2006 | 15.000          | 30 juli                        | Armin van Buuren, David Guetta, Fred Baker, Zany, Ruthless, Marco Bailey |                               |
| 2005 | 9.000           | 14 august                      | Push, Armin van Buuren, Cor Fijneman, Yves Deruyter, Technoboy, Coone, David Guetta |                               |

## Eksterne links
- Officielle hjemmeside (engelsk)
- Virtuel Visning af festivalen (engelsk)

51°05′32″N 4°23′08″Ø / 51.0922°N 4.3856°Ø